# Luis Fernández de Córdoba y Arce

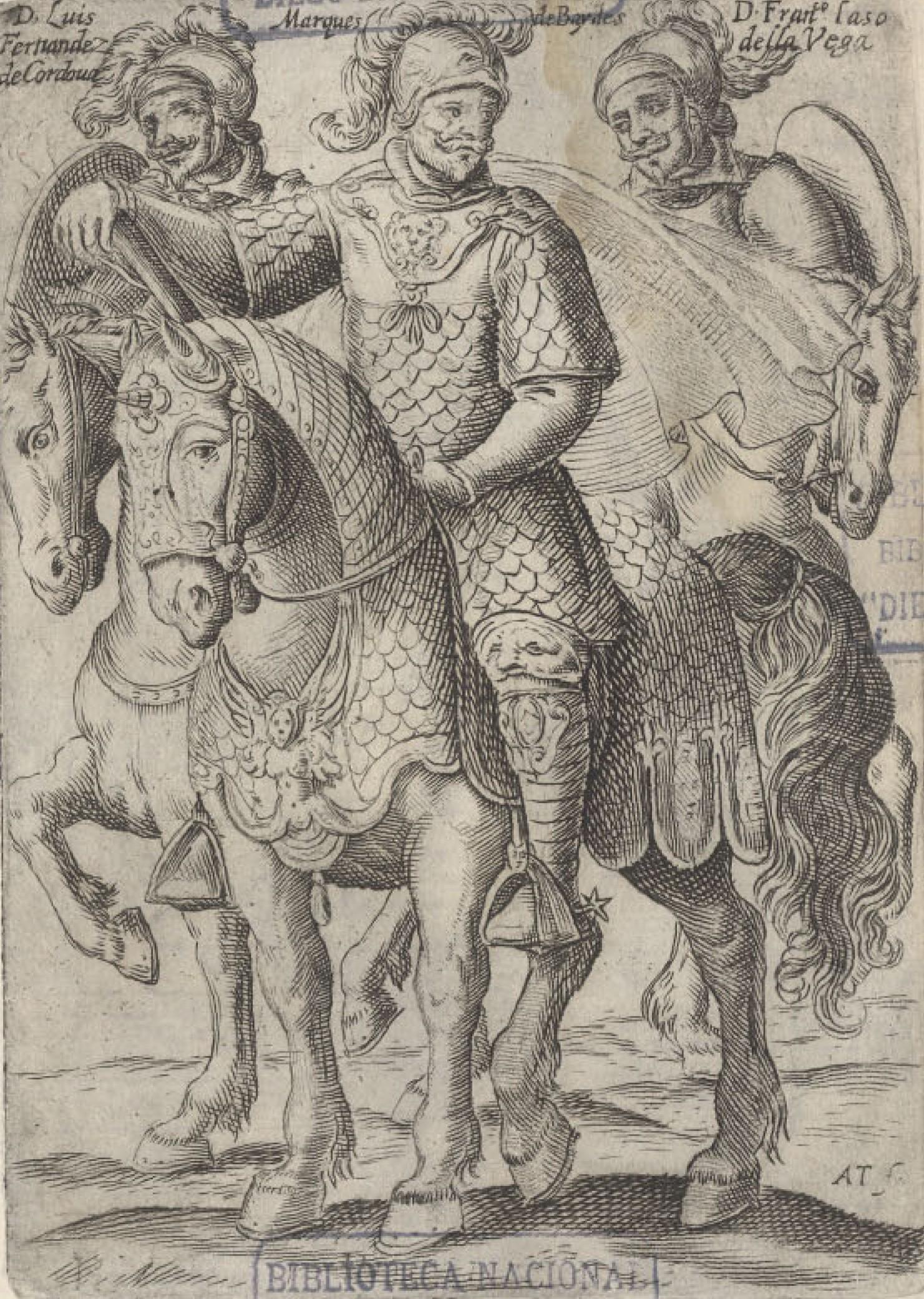
Los gobernadores de Chile Luis Fernández de Córdoba y Arce, Francisco López de Zúñiga, marqués de Baides, y Francisco Laso de la Vega, según la obra del padre Ovalle.

Luis Fernández de Córdoba Morales y Benavides o Luis Fernández de Córdoba y Arce (La Rambla, Córdoba, 16 de octubre de 1593-¿Madrid?, 1673) fue un marino y militar español, gobernador de Chile entre mayo de 1625 y diciembre de 1629 y de Canarias entre 1638 y 1644.

## Primeros años
Fueron sus padres García Fernández de Córdoba Torquemada y Benavides, veinticuatro de Córdoba, y Catalina de Morales Negrete. De condición social noble y miembro de una influyente familia, Luis Fernández de Córdova y Arce logró hacer carrera militar llegando al puesto de general de la Armada de Filipinas.
Tras esta designación fue ocupado, por su pariente, el virrey del Perú, Diego Fernández de Córdoba, marqués de Guadalcázar, como general de la plaza y presidio de El Callao. Uno de los mayores destinos navales en el Pacífico español.

## Designación
Cuando el marqués de Guadalcázar , se enteró de la muerte del gobernador de Chile, Pedro Osores de Ulloa, decidió sustituir al gobernador interino, designado por el propio Osores durante su agonía, Francisco de Alava y Nureña. Se debe consignar que Alava y Nureña era cuñado del fallecido Osores. Para reemplazarlo el virrey designó como interino a su sobrino, esperando que tuviera ocasión de lucir su ciencia militar en la Guerra de Arauco, y que así fuera confirmado en el puesto por el rey Felipe IV.

## Gobierno de Chile
A su llegada a Chile, el gobernador se encontró con que la situación más urgente eran las frecuentes incursiones del cacique mapuche Butapichún. Para contenerlas dividió la frontera con los en dos distritos; uno bajo el mando de su primo Alonso de Figueroa y Córdoba y otro regentado por el sargento mayor Juan Fernández Rebolledo. A cada uno de estos jefes entregó un nutrido escuadrón, para que como fuerza móvil pudiera usarse en perseguir a Butapichún.
Pese a estas medidas, y lograr algunos golpes afortunados contra los indígenas, los malones de Butapichún continuaron.
Sugirió al rey, sin mayor éxito, el traslado de la Real Audiencia de Chile desde Santiago a Concepción.

## Gobierno de Canarias
En mayo de 1638 llegó a Canarias para ocupar el puesto de capitán general de las islas y presidente de su Real Audiencia. En abril del año siguiente, cuando buscaba transporte para pasar de Garachico a La Palma, embarcó en un buque holandés que navegaba bajo bandera falsa napolitana; como quiera que en aquellas fechas España y Holanda estaban enfrentadas en la guerra de Flandes, el capitán del barco le condujo secuestrado a Ámsterdam, pero a su llegada fue liberado por las autoridades neerlandesas, por haber sido capturado contrariamente a los usos de la guerra; regresó a Lanzarote en octubre de ese mismo año. 
Durante su desempeño como capitán general de las islas debió afrontar las continuas levas y contribuciones impositivas necesarias para el sostenimiento de los ejércitos en la guerra contra Francia y en las sublevaciones de Portugal y Cataluña.
| Precedido por: Francisco de Alava y Nureña | Gobernador del Reino de Chile 1625-1629 | Sucedido por: Francisco Laso de la Vega |
| Precedido por: Íñigo de Brizuela y Urbina  | Capitán general de Canarias 1638-1644   | Sucedido por: Pedro Carrillo de Guzmán  |